# Круа, Карл-Евгений
Герцог Карл Евге́ний де Круа́ (Круи, Крои, Кроа, Крой, фр. Charles Eugène de Croy/Croÿ), князь Миллендонк (1651, Ле-Рё — 30 января 1702, Ревель) — военачальник датской, императорской, саксонской и русской армий, фельдмаршал австрийской и саксонской армий, участник Сконской, Великой Турецкой и Северной войн.
Представитель нидерландского аристократического дома Круа (линия Croÿ-Roeulx): сын принца Жака Филиппа де Круа (1614–1685) и графини Иоанны фон Бронкхорст-Батенбург (1627–1685), дочери фельдмаршала Иоганна Якоба фон Анхольта (1582–1630).

## На датской военной службе
С началом датско-шведской войны за Сконе (1675) поступил добровольцем на датскую военную службу, в 1676 году сделан полковником и командиром полка Дегенфельда, участвовал в осаде и взятии Ландскруны и Кристианстада, затем в сражении при Лунде (1676).
С февраля 1677 года — генерал-майор, сражался при Мальмё в июне того же года, тяжело ранен.
В 1678 году участвовал во взятии Хельсинборга, получил чин генерал-лейтенанта и должность коменданта Хельсингборга. В 1681 году Круа женился на пожилой вдове из рода маркграфов Бергов — внучатой племяннице Вильгельма Оранского; детей у них не было.

## На службе императора
4 мая 1682 года принят на службу в императорскую армию в чине генерал-фельдвахтмейстера, с 5 февраля 1683 года — фельдмаршал-лейтенант. Участвовал в войне против турок, сражался при Вене, 29 ноября 1683 года сделан фельдцейхмейстером. Далее отличился в сражении при Гране (1685) и участвовал во взятии Офена (Буды) (1686), 17 декабря 1688 года сделан фельдмаршалом. В 1690 году вынужден был сдать Белград неприятелю, в 1691 году сражался при Сланкемене. В 1692 году заложил в Нови-Саде мощную Петроварадинскую крепость.
В 1693 году сменил маркграфа Людвига Баденского на посту главнокомандующего армии в Венгрии, осадил Белград, но принужден был отступить с большими потерями.

## Саксонский фельдмаршал
В 1698 году прибыл в Амстердам к русскому царю Петру I с рекомендательным письмом от императора Леопольда I (датированным 25 августа 1696 года), приглашён на военную службу. Однако предпочёл поступить на службу к курфюрсту саксонскому и польскому королю Августу II в звании фельдмаршала.

## В России, Нарвская битва
В августе 1700 года направлен в Россию, приехал в Новгород к Петру с дипломатической миссией (с просьбой о посылке 20-тысячного вспомогательного корпуса). Испытывая нужду в опытных полководцах, Пётр удержал де Круа у себя и взял с собой в поход против Нарвы. Покидая военный лагерь 18 (29) ноября 1700 год, Пётр I уговорил его стать во главе русской армии и пожаловал звание генерал-фельдмаршала (этот факт документально не подтверждён). Вместе с Петром русскую армию покинул генерал-фельдмаршал Ф. А. Головин.
По воспоминаниям Алларта, де Круа сопротивлялся этому назначению, но переубедить Петра не смог.

И тако над всеми войсками команду поручили Герцогу Фон Круа, яко Генерал-Фельдмаршалу, и хотя оный Герцог в приятии сей команды крепко опрошался, однако же Его Величество те его резоны апробовать не соизволил, и что уже и прежде сего намерение было оному Герцогу ту команду поручить, но для некоторых приключившихся обстоятельств удержалося.— Галларт Л. Н. Подробное описание осады города Нарвы и сражения под сим городом в 1700 году. Отрывок из Истории Петра Великого, сочиненной генералом Аллартом. Рукопись.
Тем временем к Нарве подошла шведская армия под командованием шведского короля Карла XII, 19 (30) ноября неожиданно напала на русский лагерь под Нарвой и рассеяла плохо обученные русские полки. Как считает А. В. Беспалов, на собранном военном совете герцог де Круа отказался принять единственное правильное в сложившейся ситуации предложение Б. П. Шереметева: учитывая растянутость позиции русской армии, оставить часть войск для блокады города, а остальную армию вывести на поле и дать сражение. На совете по инициативе де Круа было принято решение оставаться на месте, что передавало инициативу в руки шведского короля и предопределило разгром шведами русской армии.
В ходе сражения новый главнокомандующий и другие иностранные офицеры на русской службе оказались меж двух огней: им грозил не только неприятель, но и обозлённые неудачей русские солдаты. Де Круа предпочёл смерти шведский плен.
Согласно легенде, в день Нарвского сражения, спасаясь по болотам от своих собственных солдат, которые начали избивать иностранных офицеров с криками «Немцы — изменники!», он сломал шпагу и крикнул: «Пусть сам чёрт воюет с этой сволочью!». Под «сволочью» фельдмаршал имел в виду вручённую ему Петром Первым русскую армию, а в качестве основных причин поражения указал недостаток оружия и снаряжения, плохую дисциплину, а в основном необученность и неопытность русских солдат (как их называли современные европейские писатели-памфлетисты — «мужик с мушкетом»).

## Плен, смерть и погребение
В шведском плену герцог содержался в «жестоком аресте» без оружия с неотлучным конвоем.
Умер 20 января 1702 года в Ревеле в неотплатных долгах. Кредиторы запретили предавать тело земле и оно лежало в подклете церкви Нигулисте и удивительным образом неплохо сохранилось. В 1819 году генерал-губернатор Паулуччи приказал накрыть его стеклянной крышкой и поместить на катафалк в одной из капелл церкви Нигулисте. Без погребения тело пролежало на протяжении 190 лет и было предметом любопытства путешественников. Мумию видели Пётр Вяземский и Антон Дельвиг. Заимодавцы собирали с любопытных плату, которая шла на погашение его долгов.
В 1870 году генерал-губернатор князь Шаховской решил прекратить безобразие, по его представлению император Александр II распорядился похоронить тихо.
Но похоронили фельдмаршала лишь 27 лет спустя. В журнале «Разведчик» № 330 от 11 февраля 1897 года была помещена заметка, где говорилось: "15 января состоялось погребение оставшегося непогребенным в течение около 200 лет в лютеранской церкви герцога де-Кроа. Тело было положено в новый гроб и опущено в устроенный в той же церкви склеп. Надпись на гробе: «Герцог Карл-Евгений де-Кроа (Duc de-Croy), главнокомандующий русскою армиею при Нарве в 1700 году. Скончался 20 января 1702 года в Ревеле».